# NGC 6827
NGC 6827 (również OCL 120) – gromada otwarta znajdująca się w gwiazdozbiorze Liska. Odkrył ją 16 października 1878 roku Édouard Jean-Marie Stephan. Jest położona w odległości ok. 14,8 tys. lat świetlnych od Słońca.